# Hedwig von Kalisch

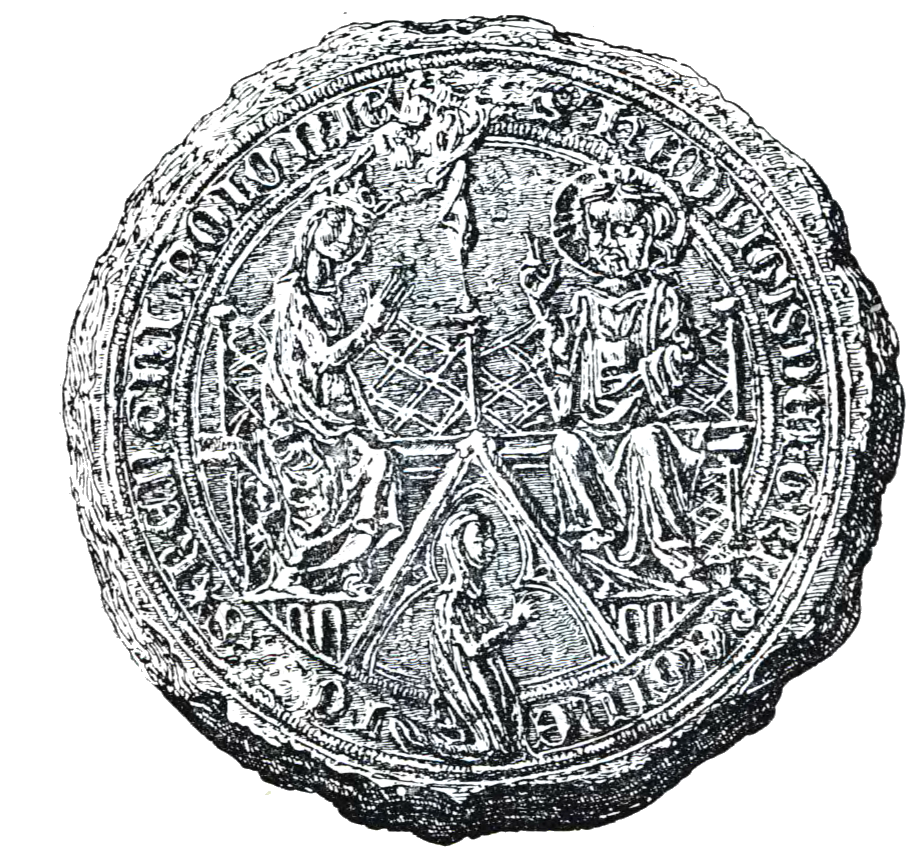
Hedwig von Kalisch

Hedwig von Kalisch (polnisch Jadwiga Kaliska; * um 1266; † 10. Dezember 1339 in Stary Sącz) war ab 1293 durch Heirat Herzogin von Kujawien in Brest und von Sieradz, ab 1306 Herzogin des Königreichs Polen und ab 1320 Königin von Polen.

## Leben
Sie wurde als Tochter von Herzog Bolesław dem Frommen, Sohn von Herzog Władysław Odonic aus der großpolnischen Linie der Piasten und dessen Gemahlin Jolanda von Ungarn, Tochter von König Béla IV. von Ungarn und der Maria Laskarina, byzantinische Prinzessin aus dem Haus Laskaris, geboren.
Am 6. Januar 1293 heiratete sie den späteren König von Polen, Władysław, Herzog von Kujawien in Brest und von Sieradz, aus der kujawischen Linie der Piasten.
Nach dem Tod von König Przemysław von Polen, der ihr Cousin war, ergriff König Wenzel II. von Böhmen die Macht in Polen und ihr Gemahl musste das Land verlassen. Hedwig versteckte sich mit ihren Kindern in Radziejów. Nach vierjährigem Exil kehrte Władysław nach Polen zurück, um gegen den böhmischen Herrscher zu kämpfen. Nach dem Tod von Wenzel II. und Wenzel III. konnte Władysław den Thron zurückerobern und verfolgte mit Unterstützung von Hedwig eine Politik der Vereinigung der polnischen Gebiete. Sie selbst überzeugte den Krakauer Bischof Johann Muskata, einen der größten Widersacher Władysławs und am 20. Januar 1320 wurden Władysław und Hedwig in der Kathedrale von Krakau durch Janisław, den neuen Erzbischof von Gnesen, zum König und zur Königin von Polen gekrönt.
Nach dem Tod ihres Gemahls, im Jahre 1333, zog sich Hedwig in das Klarissinnenkloster von Stary Sącz zurück, wo sie am 10. Dezember 1339 verstarb und auch bestattet wurde.

## Nachkommen
Das Paar hatte fünf Kinder:
- Kunigunde (ca. 1295–1331/33),[1] verheiratet ca. 1310 mit dem Schweidnitzer Herzog Bernhard II., ab 1328 mit Herzog Rudolf I. von Sachsen-Wittenberg, durch Heirat Herzogin von Schweidnitz und Sachsen-Wittenberg;
- Stefan (1296–1300/1306), in jungen Jahren gestorben;
- Władysław (1297–1311/1312), in jungen Jahren gestorben;
- Elisabeth (1305–1380),[1] verheiratet mit König Karl I. von Ungarn, durch Heirat Königin von Ungarn;
- Hedwig (1306/09–1320/25), in jungen Jahren gestorben;
- Kasimir (1310–1370),[1] ab 1333 König von Polen;